# (5851) Inagawa
(5851) Inagawa ist ein Asteroid im Hauptgürtel, der am 23. Februar 1991 von den japanischen Astronomen Shigeru Inoda und Takeshi Urata an der Sternwarte in Nasukarasuyama (IAU-Code 889) in der Präfektur Tochigi in Japan entdeckt wurde.
Benannt wurde der Asteroid am 6. August 2009 nach der Stadt Inagawa in der Präfektur Hyōgo in Japan. 